# Claudio Foscarini
Claudio Foscarini (* 19. November 1958 in Riese Pio X) ist ein ehemaliger italienischer Fußballspieler und heutiger -trainer.

## Spielerkarriere
Claudio Foscarini wurde am 19. November 1958 in Riese Pio X in Venetien geboren. Er lernte das Fußballspielen in den Jugendabteilungen von Calcio Montebelluna, wo er etwas später auch die ersten vier Jahre seiner Karriere als erwachsener Spieler verbrachte. In Montebelluna war Foscarini, der auf der Position eines Mittelfeldspielers agierte, von 1975 bis 1979 aktiv und bestritt in dieser Zeit insgesamt 79 Ligaspiele mit vier Toren für den Verein. Danach ging Foscarini für zwei Jahre zum regional bedeutenderen Klub FBC Treviso, damals in der drittklassigen Serie C1 zu finden. In Treviso machte der Mittelfeldakteur in zwei Jahren von 1979 bis 1981 60 Ligaspiele mit fünf Torerfolgen und erreichte stets Mittelfeldplatzierungen in der Serie C1.
Von 1981 bis 1984 stand Claudio Foscarini dann bei Atalanta Bergamo unter Vertrag. Der Traditionsverein war tief gefallen und fand sich zu Beginn von Foscarinis Aktivität nur mehr in der dritthöchsten Spielklasse wieder. Doch in den drei Jahren, die Claudio Foscarini als Spieler bei Atalanta Bergamo verbrachte, erlebte der Verein einen steilen Aufstieg und die damit verbundene Rückkehr in die Serie A. Nach der Drittligameisterschaft von 1982 konnte man sich in der Serie B etablieren und belegte als Aufsteiger einen achten Tabellenplatz. Im Jahr darauf ergatterte sich die Mannschaft von Trainer Nedo Sonetti dann den ersten Platz in der zweiten Liga, einen Punkt vor Como Calcio. Damit war die Rückkehr in die höchste italienische Spielklasse perfekt. Claudio Foscarini war zu diesem Zeitpunkt jedoch nur noch Ersatzspieler, kam in der Aufstiegssaison in gerade einmal vier Partien zum Einsatz und verließ Atalanta Bergamo dann auch noch im Laufe der Saison 1983/84. Den Rest der Saison stand er kurz beim SSC Campania unter Vertrag, nur um sich im folgenden Sommer für zwei Jahre bei Piacenza Calcio zu engagieren. In Piacenza machte Foscarini 60 Ligaspiele, erzielte drei Tore und wechselte im Sommer 1986 zu Virescit Boccaleone. Dort spielte Claudio Foscarini noch fünf Jahre bis 1991, ehe er seine aktive Laufbahn als Fußballspieler im Alter von 33 Jahren beendete.

## Trainerkarriere
Nach dem Ende seiner aktiven Laufbahn als Fußballspieler wurde Claudio Foscarini Trainer. In dieser Funktion arbeitete er zunächst von 1991 bis 1993 bei seinem letzten Verein als Spieler, Virescit Bergamo, als Jugendcoach. 1993 bis 1994 und 1994 bis 1995 war er Cheftrainer zweier Amateurvereine aus der Region um Bergamo. Im Jahre 1995 kehrte er in die Jugendabteilungen des mittlerweile zu Alzano Virescit fusionierten Vereins zurück und arbeitete dort zwei Jahre lang. 1997 übernahm Foscarini dann das Traineramt der ersten Mannschaft von Alzano Virescit und sorgte in seiner vierjährigen Amtszeit für einige Furore mit dem Verein. In seiner zweiten Saison bei Alzano Virescit führte Claudio Foscarini sein Team durch einen ersten Platz in der Girone A der Serie C1 mit fünf Punkten Vorsprung vor Como Calcio überraschend zum ersten Mal überhaupt in der Vereinsgeschichte in die Serie B. In der Serie B 1998/99 konnte Alzano Virescit diese Erfolgsgeschichte jedoch nicht weiterführen und schaffte es nur die beiden Mannschaften des AC Savoia 1908 und vom US Fermana hinter sich zu lassen, was den direkten Wiederabstieg zur Folge hatte. Als Absteiger spielte Alzano Virescit in der Serie C1 eine desaströse Saison und musste in Playout-Spielen gegen den Abstieg kämpfen. Dort unterlag man dem AC Reggiana und musste den Gang in die Viertklassigkeit antreten. Claudio Foscarini wurde im Laufe der Saison von seinen Aufgaben entbunden.
Nachdem Foscarini von 2001 bis 2002 Rimini Calcio in der vierten Liga betreut hatte, wechselte er 2003 zum AS Cittadella, ähnlich wie Alzano Virescit in den Neunzigern ein aufstrebender Verein aus dem Norden Italiens. Nach zwei Jahren als Jugendtrainer in Cittadella übernahm Foscarini im Sommer 2005 das Amt des Trainers der ersten Mannschaft von Rolando Maran. Nachdem Cittadella bereits von 2000 bis 2002 zwei Jahre in der Serie B verbracht hatte, führte Claudio Foscarini den Verein durch einen dritten Platz in der Girone A der Serie C1 2007/08 und anschließend gewonnenen Playoff-Spielen gegen die US Cremonese zurück in die Zweitklassigkeit. Dort schaffte man 2008/09 als Aufsteiger mit Platz siebzehn gerade so den Klassenerhalt, nur um im Jahr darauf die bis dato erfolgreichste Spielzeit in der Vereinsgeschichte zu spielen. Ein sechster Rang in der Serie B 2009/10 ermöglichte dem AS Cittadella die Teilnahme an den Playoff-Spielen um den Aufstieg in die Serie A. Unglücklich scheiterte man hier allerdings im Halbfinale an Brescia Calcio. Nachdem es nach Hin- und Rückspiel remis stand, kam Brescia nur aufgrund der besseren Platzierung in der regulären Tabelle weiter. In den Jahren danach gelangen Cittadella nicht wieder solch starke Platzierungen, der Verein pendelte sich im unteren Mittelfeld der Serie B ein. Dennoch schaffte es Claudio Foscarini, den Provinzverein in der zweiten Liga zu etablieren. Mit zehn Jahren war Foscarini 2015 mit großem Abstand der dienstälteste Übungsleister im italienischen Erst- und Zweitligafußball. Nach Ende der Saison 2014/15 musste Cittadella jedoch den Gang in die drittklassige Lega Pro antreten, Foscarini trat daraufhin von seinem Posten als Übungsleiter des Klubs zurück.
Nach sieben Spieltagen der Serie B 2015/16 entließ der FC Pro Vercelli seinen Trainer Cristiano Scazzola und installierte Claudio Foscarini als dessen Nachfolger. 2016 verließ Foscarini den Verein jedoch und wurde Trainer der AS Livorno. Bereits 2017 wurde auch dort die Zusammenarbeit beendet. 2018 trainierte er kurzzeitig jeweils US Avellino 1912 und Calcio Padova. 2023 war er letztmalig als Cheftrainer für UC AlbinoLeffe tätig.

## Erfolge

### Als Spieler
- Englisch-italienischer Pokal: 1×

1986 mit Piacenza Calcio
- Serie B: 1×

1983/84 mit Atalanta Bergamo
- Serie C1: 1×

1981/82 mit Atalanta Bergamo

### Als Trainer
- Aufstieg in die Serie B: 2×

1998/99 mit Alzano Virescit
2007/08 mit AS Cittadella
- Coppa Italia Lega Pro: 1×

1997/98 mit Alzano Virescit